# 下阿塔維略斯區
11°21′12″S 76°49′23″W / 11.35333°S 76.82306°W
下阿塔維略斯區（西班牙語：Distrito de Atavillos Bajo），是秘魯的一個區，位於該國中南部利馬大區的瓦拉爾省，面積164.9平方公里，海拔高度1,878米，2005年人口1,298，人口密度每平方公里7.9人。